# Burnontige
Burnontige appelé aussi Le Burnontige est un village de la commune belge de Ferrières en province de Liège. 
Avant la fusion des communes, le village faisait déjà partie de la commune de Ferrières.

## Situation
Ce village ardennais se situe dans un environnement de prairies entourées d'importants massifs forestiers entre les villages de Ferrières et de Werbomont et à proximité de la province de Luxembourg. Il est distant d'environ 4 km de la sortie 48 de l'autoroute E25. Le petit ruisseau du Martina  coule à l'est du village avant de se jeter dans le ruisseau du Vieux-Fourneau .

## Description
Le village, assez étendu, se compose initialement de fermettes en grès. De nombreuses constructions plus récentes sont venues s'ajouter à l'habitat originel. 

## Patrimoine
À Burnontige, se trouve la petite chapelle Sainte-Barbe reprise sur la liste du patrimoine immobilier classé de Ferrières. Elle a été construite en 1784 en moellons de grès blanchis et sa toiture est en cherbins (ardoises de la région). Elle a fait l'objet d'une rénovation complète en 2016.
On trouve aussi dans le village d'autres représentations religieuses comme les croix Martin-Mathieu et du Hourle ainsi qu'une une grotte artificielle consacrée au Cœur immaculé de Marie.

## Histoire
Fait rare : tout en étant situé en province de Liège, Burnontige dépend de l'évêché de Namur car le village fait partie de la paroisse de Saint-Antoine située en province de Luxembourg et cette province fait partie de facto de l'évêché de Namur.
Jusqu'au début des années 1960, le village était traversé par la ligne de chemin de fer vicinal Comblain-la-Tour - Manhay (ligne 620). Elle est devenue aujourd'hui un préRAVeL sous le nom de Transferrusienne.